# Ân Thi (xã)
Ân Thi là một xã thuộc tỉnh Hưng Yên, Việt Nam.

## Địa lý
Xã Ân Thi nằm ở phía đông nam của tỉnh Hưng Yên, nằm cách trung tâm thủ đô Hà Nội khoảng 40 km về phía đông nam, có vị trí địa lý:
- Phía đông giáp xã Thượng Hồng của thành phố Hải Phòng.
- Phía tây giáp xã Xuân Trúc.
- Phía đông nam giáp xã Nguyễn Trãi.
- Phía bắc giáp xã Phạm Ngũ Lão.

## Lịch sử
Ngày 16 tháng 6 năm 2025, Ủy ban Thường vụ Quốc hội ban hành Nghị quyết số 1666/NQ-UBTVQH15 về việc sắp xếp các đơn vị hành chính cấp xã của tỉnh Hưng Yên năm 2025. Theo đó, sắp xếp toàn bộ diện tích tự nhiên, quy mô dân số của thị trấn Ẩn Thi, xã Quang Vinh và xã Hoàng Hoa Thám thành xã mới có tên gọi là xã Ân Thi.